# Пресс-служба Святого Престола
Пресс-служба Святого Престола (англ. Holy See Press Office, итал. Sala Stampa della Santa Sede) — официальный орган Святого Престола, который публикует официальные новости о деятельности Папы Римского и различных ведомств Римской курии. Все выступления, сообщения, документы, а также заявления директора, публикуются в полном объёме.
Пресс-служба работает каждый день на итальянском, испанском, английском и французском языках. Нынешним директором пресс-службы является итальянский журналист Маттео Бруни

## История
20 февраля 1939 г. был создан «Информационный отдел» официального ватиканского издания «L'Osservatore Romano», в обязанности которого входило информирование о делах Святого Престола аккредитованных при нём журналистов.
Пресс-служба, созданная в 1966 году как информационный орган Второго Ватиканского собора, включила в себя предыдущий отдел и начала действовать в качестве Пресс-службы Святого Престола в рамках Папского совета по массовым коммуникациям.
Согласно распоряжениям Папы Иоанна Павла II, закрепленным информационным письмом Государственного секретариата от 28 мая 1986 г., Пресс-служба — это «ведомство Святого Престола, наделенное полномочиями распространять новостную информацию о
деятельности Римского Понтифика и Святого Престола», а также правом автономной работы наравне с «Osservatore Romano», Ватиканским радио и Телевизионным центром Ватикана.
Апостольская конституция «Pastor Bonus» относительно устройства Римской курии от 28 июня 1988 г. утвердила, что Пресс-служба является специальным отделом Первой секции Государственного секретариата.
В 1990 году был создан Vatican Information Service — VIS (с англ. "Информационная служба Ватикана"), который был упразднен в 2012 г., будучи замененным новостным ватиканским бюллетенем, который выходит ежедневно на разных языках и сообщает о важных событиях, встречах и выступлениях в Ватикане. Успешная интеграция бывшего персонала «VIS» в систему работы Бюллетеня позволила реорганизовать работу последнего и запустить его на разных языках. Более того, богатый архив (порядка 85.000 новостей), собранный за период 20-летнего существования VIS, был размещен на сайте Пресс-службы.
Распоряжением Государственного
секретариата от 14 января 2013 года была унифицирована процедура аккредитации журналистов при Пресс-службе Святого Престола, которая расширила полномочия последних в использовании аудиовизуальных средств (ранее такое право выдавалось лишь Папским советом по массовым коммуникациям).
В настоящий момент количество постоянно аккредитованных журналистов при Пресс-службе Святого Престола составляет 600 сотрудников, из которых 350 являются представителями из более чем 40 стран мира. Ежегодно более чем 2500 сотрудников получают аккредитацию Ватикана на значимые события религиозной жизни (например, в 2013 году было выдано около 6000 пропусков для иностранных журналистов для освещения отречения Папы Римского Бенедикта XVI и выборов нового Понтифика).

## Принцип работы[9]
Пресс-служба Святого Престола своей работой способствуют созданию благоприятных
информационных условий для деятельности Римско-католической церкви в сфере масс-медиа. В её интересы входят отношения между гражданами государств и их
властями, между нациями, христианскими и прочими религиозными общинами. Важной задачей в данной работе является создание независимого общественного мнения в церковной жизни общества, освещение диалога между Святым Престолом и остальным миром. В рамках этой концепции церковь представляется открытым институтом-носителем евангелической идеи, которую последний продвигает путём подробного и располагающего к себе объяснения.

## Основные направления работы[10]
По словам директора Пресс-службы отца Федерико Ломбарди, у католической коммуникации существуют свои «10 заповедей»:
1. общение для объединения
2. понимать и сохранять культурное разнообразие
3. делать упор на меньшинства и бедные регионы, лишенные технических и экономических возможностей
4. если совесть чиста, и вы искренне ищет истину, вы сможете пережить что угодно
5. служение Церкви и Папе может обеспечить необходимую мотивацию
6. понять и полностью принять главнейшую миссию человека, мы должны любить его, любить очень сильно
7. быть готовым, в знак солидарности с церковной общиной, заплатить, пусть и болезненную, цену истины
8. быть в состоянии честно дать отчет об административном и юридическом состоянии учреждений
9. жить церковной жизнью и сообщать о том, что должно быть донесено до людей неискаженным
10. быть способным ставить под сомнение многие аспекты нашей жизни и нашей работы

## Список директоров
- епископ Анджело Фаусто Валлаин (1966—1970);
- Федерико Алессандрини (1970—1976);
- архиепископ Ромео Панчиролли (1976—1984);
- Хоакин Наварро-Вальс (1984—2006);
- отец Федерико Ломбарди (июль 2006 — август 2016);
- Грег Бёрк (август 2016 — декабрь 2018);
  - Алессандро Джизотти (декабрь 2018 — июль 2019) — (и.о.);
- Маттео Бруни (июль 2019 — по настоящее время)